# Washington Redskins 2003
La stagione 2003 dei Washington Redskins è stata la 72ª della franchigia nella National Football League e la 66ª a Washington. Sotto la direzione del capo-allenatore al secondo anno Steve Spurrier la squadra terminò con un record di 5-11, la sua peggiore stagione dal 1994.

## Roster
| Roster dei Washington Redskins nel 2003 |
| --- |
| Quarterback - 12 Gibran Hamdan - 8 Tim Hasselbeck - 11 Patrick Ramsey Running Back - 30 Trung Canidate - 40 Rock Cartwright FB - 47 Bryan Johnson FB - 22 Sultan McCullough - 20 Chad Morton RS - 45 John Simon Wide Receiver - 80 Laveranues Coles - 87 Rod Gardner - 84 Patrick Johnson - 85 Darnerien McCants Tight End - 89 Zeron Flemister - 84 Robert Royal - 48 Kevin Ware Offensive Linemen - 66 Derrick Dockery G - 74 Dave Fiore G - 64 Lennie Friedman C - 76 Jon Jansen T - 50 Larry Moore C - 60 Chris Samuels T - 67 Daryl Terrell G - 77 Randy Thomas G - 68 Brandon Winey T Defensive Linemen - 95 Lional Dalton DT - 92 Martin Chase DT - 90 Bernard Holsey DT - 96 Darrell Russell DT - 78 Bruce Smith DE - 91 Regan Upshaw DE - 97 Renaldo Wynn DE - 93 Peppi Zellner DE Linebacker - 98 Jessie Armstead OLB - 56 LaVar Arrington OLB - 52 Lemar Marshall ILB - 55 Kevin Mitchell OLB - 58 Antonio Pierce ILB - 51 Clifton Smith OLB - 54 Jeremiah Trotter ILB Defensive Back - 24 Champ Bailey CB - 25 Rashad Bauman - 41 Matt Bowen FS - 29 Todd Franz SS - 23 Ade Jimoh CB - 34 Andre Lott - 26 Ifeanyi Ohalete SS - 21 Fred Smoot CB - 31 David Terrell FS Special Team - 71 Ethan Albright LS - 4 Bryan Barker P - 10 John Hall K Lista delle riserve - 46 Ladell Betts RB (IR) - 99 Jermaine Haley DT (IR) - 86 Taylor Jacobs WR (IR) |
| Legenda - I rookie sono in corsivo. - Il primo ruolo è il principale mentre gli eventuali successivi indicano i ruoli secondari. - (IR) sta per Injured Reserve ed indica la lista ristretta per un solo giocatore infortunato che può tornare ad allenarsi dopo la settimana 6 e a rientrare in prima squadra dopo che questa ha giocato 8 partite. - (NF-Inj.) / (NF-Ill.) stanno rispettivamente per Non-Football Injured e Non-Football Illness ed indicano le liste dove viene inserito un giocatore che ha un infortunio o una malattia non dipendente dal football americano. - (PUP) sta per Physically Unable to Perform ed indica la lista dove viene inserito un giocatore mentre è in attesa di recuperare la condizione fisica. Nella stagione regolare dopo la sesta partita giocata dalla propria squadra, il giocatore ha tempo tre settimane per riprendere ad allenarsi, più tre settimane aggiuntive dal suo rientro agli allenamenti per rientrare in prima squadra. |

## Calendario
| Stagione regolare |                    |                        |                    |                         |                    |                    |                    |          |
| Turno             | Data               | Avversario             | Risultato          | Stadio                  | Record             | TV                 | Ora (EST)          | Pubblico |
| 1                 | 4 settembre 2003   | New York Jets          | V 16–13            | FedExField              | 1–0                | ABC                | 9:00pm             | 85,420   |
| 2                 | 14 settembre 2003  | at Atlanta Falcons     | V 33–31            | Georgia Dome            | 2–0                | FOX                | 1:00pm             | 70,241   |
| 3                 | 21 settembre 2003  | New York Giants        | S 21–24 (DTS)      | FedExField              | 2–1                | FOX                | 4:15pm             | 84,856   |
| 4                 | 28 settembre 2003  | New England Patriots   | V 20–17            | FedExField              | 3–1                | CBS                | 1:00pm             | 83,632   |
| 5                 | 5 ottobre 2003     | at Philadelphia Eagles | S 25–27            | Lincoln Financial Field | 3–2                | FOX                | 4:15pm             | 67,792   |
| 6                 | 12 ottobre 2003    | Tampa Bay Buccaneers   | S 13–35            | FedExField              | 3–3                | FOX                | 1:00pm             | 85,490   |
| 7                 | 19 ottobre 2003    | at Buffalo Bills       | S 7–24             | Ralph Wilson Stadium    | 3–4                | FOX                | 4:15pm             | 73,149   |
| 8                 | Settimana di pausa | Settimana di pausa     | Settimana di pausa | Settimana di pausa      | Settimana di pausa | Settimana di pausa | Settimana di pausa |          |
| 9                 | 2 novembre 2003    | at Dallas Cowboys      | S 14–21            | Texas Stadium           | 3–5                | FOX                | 4:15pm             | 64,002   |
| 10                | 9 novembre 2003    | Seattle Seahawks       | V 27–20            | FedExField              | 4–5                | FOX                | 1:00pm             | 80,728   |
| 11                | 16 novembre 2003   | at Carolina Panthers   | S 17–20            | Ericsson Stadium        | 4–6                | FOX                | 1:00pm             | 73,263   |
| 12                | 23 novembre 2003   | at Miami Dolphins      | S 23–24            | Pro Player Stadium      | 4–7                | ESPN               | 8:30pm             | 73,578   |
| 13                | 30 novembre 2003   | New Orleans Saints     | S 20–24            | FedExField              | 4–8                | FOX                | 4:05pm             | 76,821   |
| 14                | 7 dicembre 2003    | at New York Giants     | V 20–7             | Giants Stadium          | 5–8                | FOX                | 1:00pm             | 78,217   |
| 15                | 14 dicembre 2003   | Dallas Cowboys         | S 0–27             | FedExField              | 5–9                | FOX                | 4:15pm             | 70,284   |
| 16                | 21 dicembre 2003   | at Chicago Bears       | S 24–27            | Soldier Field           | 5–10               | FOX                | 1:00pm             | 61,719   |
| 17                | 27 dicembre 2003   | Philadelphia Eagles    | S 7–31             | FedExField              | 5–11               | ESPN               | 8:30pm             | 76,766   |

## Classifiche
| NFC East                |    |    |   |      |     |      |     |     |     |
|                         | V  | S  | P | %    | DIV | CONF | PF  | PS  | STR |
| (1) Philadelphia Eagles | 12 | 4  | 0 | .750 | 5–1 | 9–3  | 374 | 287 | V1  |
| (6) Dallas Cowboys      | 10 | 6  | 0 | .625 | 5–1 | 8–4  | 289 | 260 | S1  |
| Washington Redskins     | 5  | 11 | 0 | .313 | 1–5 | 3–9  | 287 | 372 | S3  |
| New York Giants         | 4  | 12 | 0 | .250 | 1–5 | 3–9  | 243 | 387 | S8  |